# Ferdinando Bonamici
Ferdinando Bonamici (* 1827 in Neapel; † September 1905) war ein italienischer Komponist und Musikpädagoge.
Bonamici wirkte viele Jahre als Direktionssekretär und Lehrer am Konservatorium seiner Heimatstadt. Er gründete den Circolo Musicale Bonamici, der Einfluss auf das Musikleben Neapels hatte und auf dessen Initiative der erste italienische Musikerkongress stattfand. Neben Klavierstücken für Anfänger, die in mehreren Sammlungen bei Ricordi erschienen, komponierte Bonamici drei Opern: Un matrimonio nella luna (Uraufführung 1871 am Teatro Mercadante in Neapel), Lida Wilson (Uraufführung 1878 am Teatro Nuovo in Pisa) und Cleopatra (Uraufführung 1879 am Teatro La Fenice in Venedig).